# Cantón de Agen-Centro
El cantón de Agen-Centro era una división administrativa francesa, que estaba situada en el departamento de Lot y Garona y la región de Aquitania.

## Composición
El cantón estaba formado por una fracción de la comuna que le daba su nombre:
- Agen (fracción)

## Supresión del cantón de Agen-Centro
En aplicación del Decreto n.º 2014-257 de 26 de febrero de 2014, el cantón de Agen-Centro fue suprimido el 22 de marzo de 2015 y la fracción de la comuna que le daba su nombre se unió con las demás fracciones para que, por medio de una reestructuración cantonal, fueran creados los nuevos cantones de Agen-1, Agen-2, Agen-3, Agen-4.